# Inzinzac-Lochrist
Inzinzac-Lochrist (in bretone: Zinzag-Lokrist) è un comune francese di 6 053 abitanti situato nel dipartimento del Morbihan nella regione della Bretagna.

## Società

### Evoluzione demografica
Abitanti censiti